# 루미넌트엔터테인먼트
주식회사 루미넌트엔터테인먼트(영어: Luminant Entertainment)는 서울특별시 강남구 테헤란로70길 14-8에 있는 음원 유통사이다.

## 연혁
- 2012년: 회사 설립[1]